# 蓬法韦热-莫龙维利耶
蓬法韦热-莫龙维利耶（法語：Pontfaverger-Moronvilliers，法語發音：[pɔ̃favɛʁʒe mɔʁɔ̃vilje]）是法国马恩省的一个市镇，位于该省北部偏西，属于兰斯区。该市镇于1950年由原市镇蓬法韦热（Pontfaverger）和莫龙维利耶（Moronvilliers）合并而成。

## 地理
蓬法韦热-莫龙维利耶（49°17'48"N, 4°19'10"E）面积31.52 平方千米，位于法国大東部大區马恩省，该省份为法国东北部内陆省份，北起阿登省，西北接埃纳省，西南接塞纳-马恩省，南至奥布省，东南接上马恩省，东临默兹省。
与蓬法韦热-莫龙维利耶接壤的市镇（或旧市镇、城区）包括：欧松斯、贝讷-诺鲁瓦、贝特尼维尔、普罗讷、小圣伊莱尔、圣马丹勒勒、塞勒。

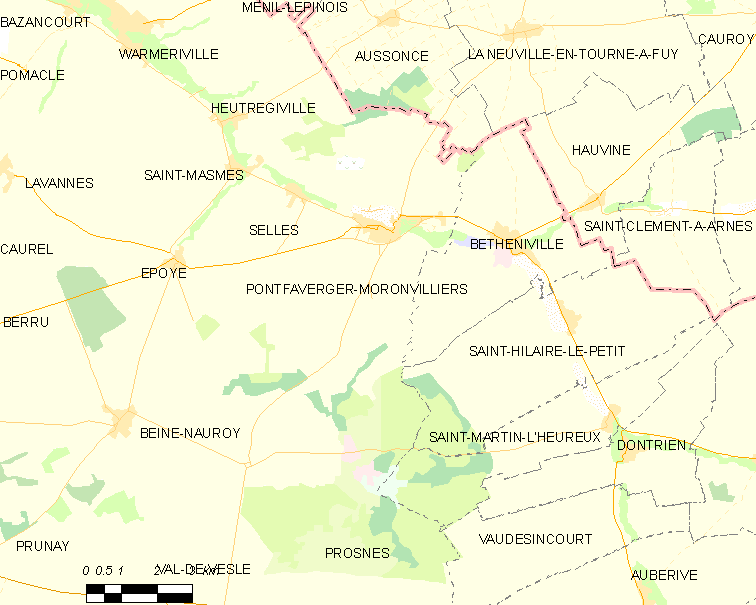
蓬法韦热-莫龙维利耶的OSM定位图

蓬法韦热-莫龙维利耶的时区为UTC+01:00、UTC+02:00（夏令时）。

## 行政
蓬法韦热-莫龙维利耶的邮政编码为51490，INSEE市镇编码为51440。

## 政治
蓬法韦热-莫龙维利耶所属的省级选区为穆尔默隆-韦勒-香槟山县。

## 人口

1962-2008年间蓬法韦热-莫龙维利耶人口变化图示

蓬法韦热-莫龙维利耶于2022年1月1日时的人口数量为1738人。